# Xã Nahma, Michigan
Xã Nahma (tiếng Anh: Nahma Township) là một xã thuộc quận Delta, tiểu bang Michigan, Hoa Kỳ. Năm 2010, dân số của xã này là 495 người.